# She Wolf (album)
She Wolf is het derde Engelstalige studioalbum van de Colombiaanse zangeres Shakira. Het album is in Nederland op 9 oktober uitgekomen en wordt op 12 oktober 2009 in het Verenigd Koninkrijk verwacht, op 13 oktober 2009 verschijnt het album in de Verenigde Staten.
Zover bekend heeft Shakira voor het album samengewerkt met producer en tekstschrijver RedOne en hiphopproducer Pharell Williams, John Hill en Wyclef Jean. Jean werkte ook met Shakira aan het nummer Hips Don't Lie voor haar album Oral Fixation, Vol. 2.
De leadsingle heet She Wolf, en kwam in de week van 10 augustus op nummer 33 binnen in de Nederlandse Top 40. Ook een Spaanstalige versie van het nummer is uitgebracht, onder de naam Loba, wat, net als 'She Wolf' "wolvin" betekent. Er komt begin volgend jaar ook eens Spaanstalig album van Shakira uit, maar daarover is nog niet zoveel bekend.

## Tracklist
| Nr. | Titel                                               | Schrijver(s)                                                  | Producer(s)                            | Duur  |
| --- | --------------------------------------------------- | ------------------------------------------------------------- | -------------------------------------- | ----- |
| 1.  | She Wolf                                            | John Hill, Sam Endicott                                       | Sam Endicott                           | 03:08 |
| 2.  | Did it again                                        | Pharell Williams, Jon Secada                                  | The Neptunes                           | 03:12 |
| 3.  | Long Time                                           | Pharell Williams                                              | The Neptunes                           | 02:55 |
| 4.  | Why Wait                                            | Pharell Williams, Mario Inchausti                             | The Neptunes, Miami Symphonic Strings  | 03:41 |
| 5.  | Good Stuff                                          | Pharell Williams, Jon Secada                                  | The Neptunes                           | 03:16 |
| 6.  | Men in This Town                                    | John Hill, Sam Endicott, Olgui Chirino                        | John Hill                              | 03:34 |
| 7.  | Gypsy                                               | Amanda Ghost, Olgui Chirino, Ian Dench, C. Sturken, E. Rogers | Amanda Ghost, Lukas Burton, Future Cut | 03:18 |
| 8.  | Spy (featuring Wyclef Jean)                         | Wyclef Jean, Olgui Chirino                                    | Wyclef Jean, Jerry Duplessis           | 03:27 |
| 9.  | Mon Amour                                           | Albert Menedez, John Jill, Olgui Chirino                      | John Hill                              | 04:04 |
| 10. | Lo Hecho Está Hecho ("Did it Again" Spaanse versie) | Jorge Drexler, Pharell Williams                               | Stephen Marcussen, The Neptunes        | 03:12 |
| 11. | Años Luz ("Why Wait" Spaanse versie)                | Jorge Drexler, Pharell Williams                               | Stephen Marcussen, The Neptunes        | 03:41 |
| 12. | Loba ("She Wolf" Spaanse versie)                    | Jorge Drexler, John Hill, The Neptunes                        | John Hill                              | 03:08 |

| Nr. | Titel                                                    | Duur  |
| --- | -------------------------------------------------------- | ----- |
| 1.  | She Wolf                                                 | 03:08 |
| 2.  | Men in This Town                                         | 03:34 |
| 3.  | Why Wait                                                 | 03:41 |
| 4.  | Long Time                                                | 02:55 |
| 5.  | Good Stuff                                               | 03:16 |
| 6.  | Gypsy                                                    | 03:18 |
| 7.  | Mon Amour                                                | 04:04 |
| 8.  | Did it again                                             | 03:12 |
| 9.  | Spy (featuring Wyclef Jean)                              | 03:27 |
| 10. | Loba (Spanish version of "She Wolf")                     | 03:08 |
| 11. | Años Luz" (Spanish version of "Why Wait")                | 03:41 |
| 12. | Lo Hecho Está Hecho" (Spanish version of "Did it Again") | 03:12 |
| 13. | She Wolf (Calvin Harris remix)                           | 04:47 |

## Releasedata
| Regio               | Datum           | Maatschappij            |
| ------------------- | --------------- | ----------------------- |
| Duitsland           | 9 oktober 2009  | Sony Music              |
| Italië              | 9 oktober 2009  | Sony Music              |
| Nederland           | 9 oktober 2009  | Sony Music              |
| Zwitserland         | 9 oktober 2009  | Sony Music              |
| Verenigd Koninkrijk | 12 oktober 2009 | RCA Records, Sony Music |
| Frankrijk           | 12 oktober 2009 | Jive Epic, Sony Music   |
| Verenigde Staten    | 13 oktober 2009 | Epic Records            |
| Japan               | 14 oktober 2009 | Sony Music Japan        |
| Denemarken          | 14 oktober 2009 | Sony Music              |
| Finland             | 14 oktober 2009 | Sony Music              |
| Zweden              | 14 oktober 2009 | Sony Music              |
| Australië           | 16 oktober 2009 | Sony Music              |

## Hitnoteringen

### NederlandseAlbum Top 100
| Hitnotering: (Week 1 t/m 8) 17-10-2009 t/m 05-12-2009 Hitnotering: (Week 9) 09-01-2010 | Hitnotering: (Week 1 t/m 8) 17-10-2009 t/m 05-12-2009 Hitnotering: (Week 9) 09-01-2010 | Hitnotering: (Week 1 t/m 8) 17-10-2009 t/m 05-12-2009 Hitnotering: (Week 9) 09-01-2010 | Hitnotering: (Week 1 t/m 8) 17-10-2009 t/m 05-12-2009 Hitnotering: (Week 9) 09-01-2010 | Hitnotering: (Week 1 t/m 8) 17-10-2009 t/m 05-12-2009 Hitnotering: (Week 9) 09-01-2010 | Hitnotering: (Week 1 t/m 8) 17-10-2009 t/m 05-12-2009 Hitnotering: (Week 9) 09-01-2010 | Hitnotering: (Week 1 t/m 8) 17-10-2009 t/m 05-12-2009 Hitnotering: (Week 9) 09-01-2010 | Hitnotering: (Week 1 t/m 8) 17-10-2009 t/m 05-12-2009 Hitnotering: (Week 9) 09-01-2010 | Hitnotering: (Week 1 t/m 8) 17-10-2009 t/m 05-12-2009 Hitnotering: (Week 9) 09-01-2010 | Hitnotering: (Week 1 t/m 8) 17-10-2009 t/m 05-12-2009 Hitnotering: (Week 9) 09-01-2010 | Hitnotering: (Week 1 t/m 8) 17-10-2009 t/m 05-12-2009 Hitnotering: (Week 9) 09-01-2010 | Hitnotering: (Week 1 t/m 8) 17-10-2009 t/m 05-12-2009 Hitnotering: (Week 9) 09-01-2010 |
| Week                                                                                   | 1                                                                                      | 2                                                                                      | 3                                                                                      | 4                                                                                      | 5                                                                                      | 6                                                                                      | 7                                                                                      | 8                                                                                      |                                                                                        | 9                                                                                      |                                                                                        |
| -------------------------------------------------------------------------------------- | -------------------------------------------------------------------------------------- | -------------------------------------------------------------------------------------- | -------------------------------------------------------------------------------------- | -------------------------------------------------------------------------------------- | -------------------------------------------------------------------------------------- | -------------------------------------------------------------------------------------- | -------------------------------------------------------------------------------------- | -------------------------------------------------------------------------------------- | -------------------------------------------------------------------------------------- | -------------------------------------------------------------------------------------- | -------------------------------------------------------------------------------------- |
| Nummer                                                                                 | 5                                                                                      | 26                                                                                     | 30                                                                                     | 53                                                                                     | 58                                                                                     | 79                                                                                     | 93                                                                                     | 95                                                                                     | uit                                                                                    | 81                                                                                     | uit                                                                                    |

### VlaamseUltratop 100Albums
| Hitnotering: (Week 1 t/m 16) 17-10-2009 t/m 30-01-2010 Hitnotering: (Week 17) 24-07-2010 | Hitnotering: (Week 1 t/m 16) 17-10-2009 t/m 30-01-2010 Hitnotering: (Week 17) 24-07-2010 | Hitnotering: (Week 1 t/m 16) 17-10-2009 t/m 30-01-2010 Hitnotering: (Week 17) 24-07-2010 | Hitnotering: (Week 1 t/m 16) 17-10-2009 t/m 30-01-2010 Hitnotering: (Week 17) 24-07-2010 | Hitnotering: (Week 1 t/m 16) 17-10-2009 t/m 30-01-2010 Hitnotering: (Week 17) 24-07-2010 | Hitnotering: (Week 1 t/m 16) 17-10-2009 t/m 30-01-2010 Hitnotering: (Week 17) 24-07-2010 | Hitnotering: (Week 1 t/m 16) 17-10-2009 t/m 30-01-2010 Hitnotering: (Week 17) 24-07-2010 | Hitnotering: (Week 1 t/m 16) 17-10-2009 t/m 30-01-2010 Hitnotering: (Week 17) 24-07-2010 | Hitnotering: (Week 1 t/m 16) 17-10-2009 t/m 30-01-2010 Hitnotering: (Week 17) 24-07-2010 | Hitnotering: (Week 1 t/m 16) 17-10-2009 t/m 30-01-2010 Hitnotering: (Week 17) 24-07-2010 | Hitnotering: (Week 1 t/m 16) 17-10-2009 t/m 30-01-2010 Hitnotering: (Week 17) 24-07-2010 | Hitnotering: (Week 1 t/m 16) 17-10-2009 t/m 30-01-2010 Hitnotering: (Week 17) 24-07-2010 | Hitnotering: (Week 1 t/m 16) 17-10-2009 t/m 30-01-2010 Hitnotering: (Week 17) 24-07-2010 | Hitnotering: (Week 1 t/m 16) 17-10-2009 t/m 30-01-2010 Hitnotering: (Week 17) 24-07-2010 | Hitnotering: (Week 1 t/m 16) 17-10-2009 t/m 30-01-2010 Hitnotering: (Week 17) 24-07-2010 | Hitnotering: (Week 1 t/m 16) 17-10-2009 t/m 30-01-2010 Hitnotering: (Week 17) 24-07-2010 | Hitnotering: (Week 1 t/m 16) 17-10-2009 t/m 30-01-2010 Hitnotering: (Week 17) 24-07-2010 | Hitnotering: (Week 1 t/m 16) 17-10-2009 t/m 30-01-2010 Hitnotering: (Week 17) 24-07-2010 | Hitnotering: (Week 1 t/m 16) 17-10-2009 t/m 30-01-2010 Hitnotering: (Week 17) 24-07-2010 | Hitnotering: (Week 1 t/m 16) 17-10-2009 t/m 30-01-2010 Hitnotering: (Week 17) 24-07-2010 |
| Week                                                                                     | 1                                                                                        | 2                                                                                        | 3                                                                                        | 4                                                                                        | 5                                                                                        | 6                                                                                        | 7                                                                                        | 8                                                                                        | 9                                                                                        | 10                                                                                       | 11                                                                                       | 12                                                                                       | 13                                                                                       | 14                                                                                       | 15                                                                                       | 16                                                                                       |                                                                                          | 17                                                                                       |                                                                                          |
| ---------------------------------------------------------------------------------------- | ---------------------------------------------------------------------------------------- | ---------------------------------------------------------------------------------------- | ---------------------------------------------------------------------------------------- | ---------------------------------------------------------------------------------------- | ---------------------------------------------------------------------------------------- | ---------------------------------------------------------------------------------------- | ---------------------------------------------------------------------------------------- | ---------------------------------------------------------------------------------------- | ---------------------------------------------------------------------------------------- | ---------------------------------------------------------------------------------------- | ---------------------------------------------------------------------------------------- | ---------------------------------------------------------------------------------------- | ---------------------------------------------------------------------------------------- | ---------------------------------------------------------------------------------------- | ---------------------------------------------------------------------------------------- | ---------------------------------------------------------------------------------------- | ---------------------------------------------------------------------------------------- | ---------------------------------------------------------------------------------------- | ---------------------------------------------------------------------------------------- |
| Nummer                                                                                   | 22                                                                                       | 12                                                                                       | 19                                                                                       | 25                                                                                       | 35                                                                                       | 47                                                                                       | 59                                                                                       | 76                                                                                       | 76                                                                                       | 85                                                                                       | 83                                                                                       | 82                                                                                       | 82                                                                                       | 78                                                                                       | 89                                                                                       | 94                                                                                       | uit                                                                                      | 81                                                                                       | uit                                                                                      |